# Kőszegi Botond
Kőszegi Botond (1973–) közgazdász, a Közép-európai Egyetem professzora.

## Tanulmányai
Az 1991-es Nemzetközi Matematikai Olimpián bronzérmet szerzett. 1996-ban magna cum laude minősítéssel szerzett diplomát matematikából a Harvard Egyetemen. 2000-ben szerzett doktori fokozatot közgazdaságtanból az MIT-n, a Nobel-díjas Peter Diamond és Jon Gruber felügyelete alatt . 

## Karrier
A doktori fokozat megszerzése után Kőszegi a Berkeley Egyetemen dolgozott. 2002–2003-ban az alma matere, a MIT látogató oktatója volt. 2012-ben fogadta el a Közép-európai Egyetem meghívását, és végül 2013-ban hagyta ott a UC Berkeley-t. 

### Tudományos munkássága
Kőszegi a viselkedési közgazdaságtan iránt érdeklődő elméleti közgazdász, aki többek között az időbeli preferenciákat és az addikciót is tanulmányozta.
Kőszegi szerint a viselkedési közgazdaságtan nem annyira a közgazdaságtan ága, mint inkább a tanulmányozásával foglalkozó közgazdászok attitűdje. 
A behavioristák arra törekednek ugyanis, hogy minél realisztikusabb emberi viselkedésből induljanak ki.
 Továbbá, bár a "nudging" (megbökés) fogalom népszerűsítése Richard H. Thaler és Cass R. Sunstein által a viselkedési közgazdászokat libertariánus paternalistákként festi le, Kőszegi azt mondja, hogy behavioristák általában félnek a paternalizmustól.
Kőszegi Matthew Rabinnal együtt formális modellt dolgozott ki a kilátáselmélet kritikáinak kezelésére. Ezt a munka a viselkedési közgazdaságtanban nagy figyelmet kapott.  
Kőszegi egy Paul Heidhuesszel közös cikkében a fogyasztói naivitás gazdasági vonatkozásaival is foglalkozott. Ez a közös munka azt mutatja, hogy míg a laissez-faire szabályozást általában a versenyzői piacok szinonimájaként tartják számon, az összetett termékek esetében a megfelelő szabályozás elősegítheti és szükséges is a versenyhez. Például a komplex, nehezen megérthető termékek piacán, ahol a vásárlók részéről magas szintű kutatásra van szükség ahhoz, hogy jó üzletet kössenek, az árplafonok hatékonyak lehetnek a kevésbé tehetősek megsegítésében és a verseny fellendítésében is.  
A RePEc rangsorolási rendszere 26 kritériuma alapján Kőszegit a közgazdászok legjobb 5%-ába helyezi, többek között a hivatkozások száma és a h-index alapján.

### Díjak
2015-ben az Yrjö Jahnsson Alapítvány Kőszeginek ítélte oda a kétévente adományozott Yrjö Jahnsson-díjat, amelyet "fiatal európai közgazdászoknak ítélnek oda, akik jelentős mértékben hozzájárultak az elméleti és alkalmazott kutatásokhoz a közgazdaságtan tanulmányozása terén". Kőszegi a kitüntetést "a magatartás-gazdaságtan elméleti megalapozásához, valamint a gazdaságpolitikai és a szerződéselméleti alkalmazások kifejlesztéséhez való hozzájárulásáért" vehette át.  Tagja az Európai Közgazdaságtani Társaságnak is.

## Fordítás
Ez a szócikk részben vagy egészben  a   Botond Kőszegi című angol Wikipédia-szócikk ezen változatának fordításán alapul.  Az eredeti cikk szerkesztőit annak laptörténete sorolja fel. Ez a jelzés csupán a megfogalmazás eredetét és a szerzői jogokat jelzi, nem szolgál a cikkben szereplő információk forrásmegjelöléseként.